# Juice=Juice
Juice=Juice（ジュースジュース），是演藝經紀公司Up-Front Agency的女子偶像品牌Hello! Project旗下的女子偶像團體，於2013年初結成，同年9月11日正式出道，年底即入圍第55屆日本唱片大賞最優秀新人獎。
團名的由來是因為「Juice=Juice」能夠永遠保持新鮮、充滿個性，像鮮榨果汁般，100%天然和新鮮，由淳君所命名，目前共有11名成員。

2016年首次在日本武道館舉辦演唱會，2017年進行世界巡迴演唱會，總共前進了10來個國家舉行演唱會公演。

## 成員

### 現任成員
| 姓名       | 平假名記法      | 官方暱稱   | 生日           | 年齡 | 血型 | 身高    | 加入日期      | 加入期數 | 出生地 | 代表色 | 備註                             |
| ---------- | --------------- | ---------- | -------------- | ---- | ---- | ------- | ------------- | -------- | ------ | ------ | -------------------------------- |
| 段原瑠瑠   | だんばら るる   | だんばらん | 2001年5月7日   | 24   | A型  | 164cm   | 2017年6月26日 | 2期      | 廣島縣 | 橙     | 第四任隊長                       |
| 工藤由愛   | くどう ゆめ     | ゆめ、タコ | 2004年9月28日  | 20   | A型  | 157.8cm | 2019年6月14日 | 4期      | 北海道 | 粉紅   |                                  |
| 松永里愛   | まつなが りあい | やふぞう   | 2005年7月7日   | 20   | A型  | 156cm   | 2019年6月14日 | 4期      | 大阪府 | 皇家藍 |                                  |
| 井上玲音   | いのうえ れい   | れいれい   | 2001年7月17日  | 24   | O型  | 161.5cm | 2020年4月1日  | 5期      | 東京都 | 白     | 自玉蘭花工廠解散後加入，副隊長   |
| 有澤一華   | ありさわ いちか |            | 2003年12月23日 | 21   | O型  |         | 2021年7月7日  | 6期      | 大阪府 | 淺藍   | Hello! Pro研修生第31期           |
| 入江里咲   | いりえ りさ     |            | 2005年10月18日 | 19   | A型  |         | 2021年7月7日  | 6期      | 千葉縣 | 淺紫   | 隊史第一位透過公開甄選加入的素人 |
| 江端妃咲   | えばた きさき   |            | 2007年1月30日  | 18   | A型  | 157.5cm | 2021年7月7日  | 6期      | 京都府 | 雛菊黃 | Hello! Pro研修生第30期           |
| 石山咲良   | いしやま さくら |            | 2004年2月22日  | 21   | B型  | 163cm   | 2022年6月29日 | 7期      | 東京都 | 紫     | Hello! Pro研修生第31期           |
| 遠藤彩加里 | えんどう あかり |            | 2008年4月26日  | 17   | A型  | 168.5cm | 2022年6月29日 | 7期      | 北海道 | 薄荷綠 |                                  |
| 川嶋美楓   | かわじま みふ   |            | 2007年12月13日 | 17   | B型  |         | 2023年5月23日 | 8期      | 京都府 | 純紅   | Hello! Pro研修生第32期           |
| 林仁愛     | はやし にいな   |            | 2011年6月10日  | 14   | A型  | 166.5cm | 2025年6月23日 | 9期      | 愛知縣 | 鮮綠   | Hello! Pro研修生第35期           |

### 前成員
| 姓名       | 平假名記法      | 生日           | 年齡 | 出生地   | 代表色 | 代表水果 | 加入期數 | 畢業或離隊日期       | 備註                                               |
| ---------- | --------------- | -------------- | ---- | -------- | ------ | -------- | -------- | -------------------- | -------------------------------------------------- |
| 大塚愛菜   | おおつか あいな | 1998年4月3日   | 27   | 東京都   | 橙     | 柳橙     | 1期      | 2013年7月5日(離隊)   |                                                    |
| 宮崎由加   | みやざき ゆか   | 1994年4月2日   | 31   | 石川縣   | 粉紅   | 水蜜桃   | 1期      | 2019年6月18日(畢業)  | 第一任隊長、第一位非Hello! Pro研修生體系出身的成員 |
| 宮本佳林   | みやもと かりん | 1998年12月1日  | 26   | 千葉縣   | 紫     | 葡萄     | 1期      | 2020年12月10日(畢業) | 原訂2020年6月畢業，後因嚴重特殊傳染性肺炎而延期    |
| 高木紗友希 | たかぎ さゆき   | 1997年4月21日  | 28   | 千葉縣   | 黃     | 檸檬     | 1期      | 2021年2月12日(離隊)  | 第二任副隊長                                       |
| 金澤朋子   | かなざわ ともこ | 1995年7月2日   | 30   | 埼玉縣   | 紅     | 蘋果     | 1期      | 2021年11月24日(畢業) | 第一任副隊長、第二任隊長                           |
| 植村明     | うえむら あかり | 1998年12月30日 | 26   | 大阪府   | 綠     | 哈密瓜   | 1期      | 2024年6月14日 (畢業) | 第三任隊長                                         |
| 梁川奈奈美 | やながわ ななみ | 2002年1月6日   | 23   | 神奈川縣 | 中藍   |          | 2期      | 2019年3月11日(畢業)  | 藝能界引退                                         |
| 稻場愛香   | いなば まなか   | 1997年12月27日 | 27   | 北海道   | 熱粉紅 |          | 3期      | 2022年5月30日(畢業)  | 原Country Girls成員、第三任副隊長                  |

僅1期成員有個人代表的水果

## 歷史
2013年
- 2月3日，發表將組成新團體，第一彈成員為宮本佳林、高木紗友希、大塚愛菜、植村Akari、金澤朋子，以及宮崎由加。並言明有增加或刪減成員的可能。[1]
- 2月25日，製作人淳君的部落格發表了新團體的名稱及團名含意。[2]
- 3月2日，「Hello! Project 春之大感謝祭 女兒節 Festival 2013 〜前夜祭〜」首次演出，演唱第1張獨立製作單曲「在我說之前 請抱緊我」。
- 4月3日，發行第1張獨立製作單曲「在我說之前 請抱緊我」，於4月15日Oricon公信榜單曲週榜取得第25名。是早安家族內首個組合以第1張獨立製作單曲登上公信榜單曲週榜。
- 4月24日，開設官方部落格。[3]
- 6月12日，發行第2張獨立製作單曲「令女孩瘋狂的五月雨」及與Hello! Pro研修生合作的單曲、通算為第3張獨立製作單曲「攀登到天空去!」。
- 6月13日，於「攀登到天空去!」發行活動中，宣佈於夏天正式出道，出道單曲為「浪漫的中途」。隊長為宮崎由加、副隊長為金澤朋子。
- 7月5日，成員大塚愛菜之家屬因合約條件無法達成協議，提出終止合約的要求，當天起從Juice=Juice和ハロプロ研修生脫退[4]。
- 9月11日，發行出道曲，也是第一張3A單曲。
- 11月22日，日本唱片大賞公佈了Juice=Juice獲提名第55屆日本唱片大賞 最優秀新人獎，繼早安少女組。、℃-ute、S/mileage後第四組獲提名。

2014年
- 3月19日，於第三張單曲的發行紀念event上宣布6月開始舉辦單獨演唱會[5]。

2015年
- 4月8日，第6張單曲《精彩世界 / 沒關係? 沒關係?》發行。在4月20日於Oricon公信榜單曲週榜取得第1名，成為Juice=Juice出道以來第1張公信榜每周銷量排名第一的單曲。
- 7月15日，首張原創專輯《First Squeeze!》發行，並於發行紀念event上宣布於台北及香港舉辦首個海外演唱會。
- 10月3日和4日於台北及香港舉辦海外演唱會《Juice=Juice LIVE MISSION 220》

2016年
- 主演富士電視台電視劇「武道館」，並以劇中團體名義「NEXT YOU」演唱主題曲《Next is you!》
- 2月3日，第7張單曲《Next is you! / 不僅是我的身體已經成為一個成人》發行。
- 11月7日，首次踏上日本武道館舉行演唱會《Juice=Juice LIVE MISSION FINAL at 日本武道館》。

2017年
- 6月26日，Hello! Pro研修生的段原瑠瑠以及Country Girls的梁川奈奈美做為新成員加入，Juice=Juice正式邁入七人體制。
- 7月25日，成員宮本佳林被診斷出「機能性発声障害」，因此所有必須使用到聲音的工作皆暫時停止。

2018年
- 1月12日，成員宮本佳林因為進行早安家族慣例演唱會的彩排時扭傷脖子後感到頸部與頭部都有明顯痛楚。之後雖然有好轉，但由於耳朵在聽聲音時感到不太對勁而到醫院進行檢查，醫師判斷可能為顏面神經麻痺進而建議其住院觀察並進一步檢查，故缺席當周的演唱會。
- 1月18日，成員宮本佳林經由醫師檢查的結果，確診為顏面神經麻痺。雖已於15日辦理出院。今後的活動在公司與醫師及其雙親的討論下，20日及21日的「Hello! Project 2018 WINTER ～PERFECT SCORE～ ～FULL SCORE～」公演都將缺席。而25日開始的「Juice＝Juice LIVE GEAR 2018 ～Go ahead～」公演也必須進行調整。
- 2月8日，成員宮本佳林先前接受檢查，被診斷為突発性難聴 (突發性耳聾)，在與醫師及雙親的諮商後，將缺席9日、11日、12日的「Juice＝Juice LIVE GEAR 2018 ～Go ahead～」公演。而10日的「Hello! Project 20th Anniversary!! Hello! Project 2018 WINTER～PERFECT SCORE+～」仙台公演也將缺席。今後關於演唱會公演的行程會再依其狀況做調整。
- 6月13日，與Hello!Station節目中，宣布稻場愛香加入Juice=Juice。將於2018年7月14日開始的早安家族夏季演唱會中合同演出。
- 11月2日，成員梁川奈奈美將於2019年3月從Juice=Juice、Country Girls以及早安家族畢業，畢業後專注於學業。
- 12月21日，隊長宮崎由加於Hello!Station節目中，宣佈將在Juice=Juice春季巡迴演唱會結束後從團體以及早安家族畢業。

2019年
- 3月11日，在Zepp Tokyo中舉辦的「Juice=Juice＆カントリー・ガールズ LIVE 〜梁川奈々美 卒業スペシャル〜」公演中，成員梁川奈奈美畢業於Juice=Juice、Country Girls以及早安家族並且從藝能界引退。
- 6月12日，於早安家族網路節目「ハロ！ステ」上宣布隊長宮崎由加畢業後，由副隊長金澤朋子接任下期隊長且由成員高木紗友希接任副隊長。同日，亦宣布將在6月14日Juice=Juice官方Youtube頻道中宣佈加入新成員。
- 6月14日，宣布Hello! Pro研修生北海道的工藤由愛及Hello! Pro研修生的松永里愛作為Juice=Juice新成員加入，並且於官方頻道內上傳影片公佈。
- 12月4日，在國立代代木競技場舉辦首次單獨公演。

2020年
- 2月6日，成員段原瑠瑠因右腳拇指「種子骨」疲勞性骨折，需要約一個月的時間休養。期間將只進行歌唱表演，不進行舞蹈表演。
- 2月10日，成員稻場愛香因腸胃炎症狀不見改善，將缺席2月11日於仙台舉行的「Hello! Project 2020 Winter HELLO! PROJECT IS [　　　　　] ～side A～」演唱會。
- 2月10日，成員宮本佳林於官網及「ハロ！ステ」的Youtube頻道上宣布將於6月畢業。畢業後會繼續以個人歌手的身分活躍於藝能界。
- 4月1日，宣佈前玉蘭花工廠成員井上玲音加入團體，成為新成員。
- 4月21日，由於新型冠狀病毒疫情延燒，早安家族各團公演也隨之取消。令預定6月3日畢業的宮本佳林將其演唱會延期。
- 10月23日，正式宣佈宮本佳林將於12月10日Juice=Juice及早安家族畢業。
- 12月10日，宮本佳林畢業。

2021年
- 1月20日，宣布將與山茶花工廠共同舉辦選秀會，也是她們成團以來首次舉辦選秀會(之前都是研修生升格)。
- 2月12日，高木紗友希發表聲明表示自己欠缺身為早安家族成員的自覺，在各方面的考量下，決定退出早安家族以及Juice=Juice。
- 7月7日，在「Hello!Station」節目中，宣佈日前與山茶花工廠共同舉辦的選秀會結果，由入江里咲以及從Hello! Pro研修生中昇格的有澤一華、江端妃咲加入成為新成員。
- 10月6日，宣布第二任隊長金澤朋子將於11月24日從橫濱體育館舉辦的演唱會中從早安家族及Juice=Juice畢業。
- 11月24日，金澤朋子畢業。
- 12月31日，在中野太陽廣場舉辦的『Hello! Project Year-End Party 2021 〜 GOOD BYE & HELLO ! 〜』第2部演唱會中，宣佈段原瑠瑠及稻場愛香成為團體的副隊長。

2022年
- 1月2日，宣布將與早安少女組。'22共同舉辦選秀會。
- 3月18日，宣佈稻場愛香將於5月30日從Juice=Juice及早安家族畢業。
- 4月26日，第三張專輯『terzo』（4月20日發行）週榜第1名。
- 5月30日，稻場愛香畢業。
- 6月29日，在「Hello!Station」節目中，宣佈日前與早安少女組。'22共同舉辦的選秀會中，由遠藤彩加里以及從Hello! Pro研修生中升格的石山咲良加入成為新成員。

2023年
- 5月23日，於早安家族官方網站中宣布從Hello! Pro研修生升格的川嶋美楓加入成為新成員。
- 8月16日，第三任隊長植村明將於2024年春季巡迴演唱會中從Juice=Juice以及早安家族中畢業。
- 10月26日，成員川嶋美楓因患有突發性耳聾而專心進行治療，因此暫時停止活動。

2025年
- 6月23日，在「Juice=Juice Concert Tour 2025 Crimson×Azure Special」巡迴演唱會在日本武道館的最終公演中，宣布從Hello! Pro研修生升格的林仁愛加入成為新成員。

## 作品

### 單曲
|      | 發行日         | 單曲 | 中文名稱                                                                              | Oricon 首週排名 | Oricon 首週銷量 | Oricon 累計銷量 | 概要 | 所屬專輯                  |
| ---- | -------------- | ---- | ------------------------------------------------------------------------------------- | --------------- | --------------- | --------------- | --- | ------------------------- |
| -    | 2013年4月3日   |      | 在我說之前 請抱緊我                                                                   | 25              | -               | 3,539           | 獨立製作                                                                                                  |                           |
| -    | 2013年5月8日   |      | 令女孩瘋狂的五月雨                                                                    | 153             | -               | 382             | 獨立製作                                                                                                  |                           |
| -    | 2013年6月12日  |      | 攀登到天空去!                                                                         | -               | -               | -               | 獨立製作、Hello! Pro研修生feat.Juice=Juice、成員大塚愛菜的最後一張單曲                                    | First Squeeze!            |
| 1st  | 2013年9月11日  |      | 浪漫的中途 / 在我說之前 請抱緊我 (MEMORIAL EDIT) / 令女孩瘋狂的五月雨 (MEMORIAL EDIT) | 2               | 37,213          | 43,144          | 出道單曲、第一張3A單曲                                                                                    | First Squeeze!            |
| 2nd  | 2013年12月4日  |      | 不要這麼刻薄 請抱緊我 / 初體驗中                                                      | 4               | 39,379          | 45,834          | 第一張2A單曲                                                                                              | First Squeeze!            |
| 3rd  | 2014年3月19日  |      | 赤裸的 赤裸的 赤裸的吻 / 想要做這做那!                                                | 3               | 38,293          | 43,645          | 第二張2A單曲                                                                                              | First Squeeze!            |
| 4th  | 2014年7月30日  |      | 黑蝴蝶 / 被微風吹着                                                                   | 4               | 37,008          | 38,415          | 第三張2A單曲                                                                                              | First Squeeze!            |
| 5th  | 2014年10月1日  |      | 逞強 / 我的人生可沒有在裝模作樣                                                       | 4               | 29,754          | 32,319          | 第四張2A單曲                                                                                              | First Squeeze!            |
| 6th  | 2015年4月8日   |      | 精彩世界 / 沒關係? 沒關係?                                                            | 1               | 34,127          | 40,117          | 第五張2A單曲                                                                                              | First Squeeze!            |
| 7th  | 2016年2月3日   |      | Next is you! / 不僅是我的身體已經成為一個成人                                         | 3               | 41,745          | 47,482          | 「Next is you!」是以NEXT YOU名義發售、電視劇「武道館」的主題曲                                            | Juice=Juice#2 -¡Una más!- |
| 8th  | 2016年10月26日 |      | Dream Road ～正在躍動的心～ / KEEP ON 上昇志向!! / 把事情拖到明天的笨蛋               | 5               | 32,242          | 34,723          | 第二張3A單曲                                                                                              | Juice=Juice#2 -¡Una más!- |
| 9th  | 2017年4月26日  |      | Jidanda Dance / Feel!感受到了                                                         | 3               | 32,788          | 36,794          | 第七張2A單曲                                                                                              | Juice=Juice#2 -¡Una más!- |
| 10th | 2018年4月18日  |      | SEXY SEXY / 你可以哭泣 / Vivid Midnight                                               | 3               | 51,782          | 59,312          | 第三張3A單曲                                                                                              | Juice=Juice#2 -¡Una más!- |
| 11th | 2019年2月13日  |      | 微炭酸／孤身隻影／Good bye & Good luck！                                              | 3               | 62,185          | 66,612          | 第四張3A單曲、Billboard首週銷量：93,112張、獲「日本唱片協會」認證為「金唱片」（認證標準：銷量10萬張以上） | terzo                     |
| 12th | 2019年6月5日   |      | 「你能獨自生活」這話是讚美嗎？／25歲永遠說                                            | 3               | 64,826          | 82,030          | 第八張2A單曲、成員宮崎由加的最後一張單曲、獲「日本唱片協會」認證為「金唱片」                              | terzo                     |
| 13th | 2020年4月1日   |      | Pop Music／告訴我你喜歡我                                                             | 3               | 39,648          | 45,192          | 第九張2A單曲、成員宮本佳林的畢業單曲。                                                                    | terzo                     |
| 14th | 2021年4月28日  |      | DOWN TOWN／我無法繼續嘗試                                                             | 3               | 43,241          | 45,784          | 第十張2A單曲、原訂於3月24日發行                                                                           | terzo                     |
| 15th | 2021年12月22日 |      | Plastic Love／Familia／Future Smile                                                   | 3               | 46,473          | 49,087          | 第五張3A單曲、成員金澤朋子的畢業單曲、6期成員有澤一華、入江里咲、江端妃咲加入後第一張單曲。               | terzo                     |
| 16th | 2022年11月23日 |      | 賭上一切GO!!／Eeny Meeny Miny Moe ～情敵宣言～                                        | 5               | 38,936          | 42,164          | 第十一張2A單曲、7期成員石山咲良、遠藤彩加里加入後第一張單曲。                                             |                           |
| 17th | 2023年7月12日  |      | PRIDE・BRIGHT／FUNKY FLUSHIN                                                          | 2               | 46,867          | 50,680          | 第十二張2A單曲、8期成員川嶋美楓加入後第一張單曲。                                                         |                           |
| 18th | 2024年5月15日  |      | Tokyo Blur / 不存在的愛情 / 公平遊戲                                                  | 2               | 47,561          | 52,847*         | 第六張3A單曲、成員植村明的畢業單曲。                                                                      |                           |
| 19th | 2025年2月26日  |      | 初戀的亡靈/今晚是Hearty Party                                                         | 4               |                 |                 | 第十三張2A單曲。                                                                                          |                           |

#### 在Oricon週榜的成績
- 最高排名(冠軍)：Wonderful World / Ca va? Ca va?
- 最低排名(第5)：Dream Road ～正在躍動的心～ / KEEP ON 上昇志向!! / 把事情拖到明天的笨蛋、全部賭けてGO!!／イニミニマニモ～恋のライバル宣言～
- 最高銷量：「你能獨自生活」這話是讚美嗎？／25歲永遠說，賣出 82,030張
- 最低銷量：逞强 / 我的人生可没有在装模作样，賣出32,319張
- 從主流出道至今所發表的全部17張單曲都排進前5名。

上述資料統計至2023年7月第17張單曲

### 數位單曲
|      | 發行日        | 單曲           | 概要                                                                                                   |
| ---- | ------------- | -------------- | --- |
| 01st | 2017年8月23日 | Fiesta!Fiesta! | 收錄曲目 1. Fiesta! Fiesta! 2. Wonderful World（English Ver.） 3. Fiesta! Fiesta!（Instrumental Ver.） |

### 配信單曲
|    | 配信日        | 單曲                     | 概要                                     |
| -- | ------------- | ------------------------ | ---------------------------------------- |
| 01 | 2016年3月2日  | 大人の事情               | NEXT YOU名義發行、日劇「武道館」插入曲。 |
| 02 | 2017年5月19日 | Goal～明日はあっちだよ～ |                                          |
| 03 | 2017年6月16日 | 如雨露                   |                                          |

### 專輯
|     | 發行日        | 專輯                      | 中譯標題                  | 週間專輯榜 | 累計銷量 |
| --- | ------------- | ------------------------- | ------------------------- | ---------- | -------- |
| 1st | 2015年7月15日 |                           | First Squeeze!            | 5          | 17,943   |
| 2nd | 2018年8月1日  | Juice=Juice#2 -¡Una más!- | Juice=Juice#2 -¡Una más!- | 4          | 16,908   |
| 3rd | 2022年4月20日 | terzo                     | terzo                     | 1          | 21,884   |

#### 迷你專輯
| 發行日         | 專輯                                                                | 中譯標題                               |
| -------------- | ------------------------------------------------------------------- | -------------------------------------- |
| 2014年12月24日 | 演劇女子部「ミュージカル 恋するハローキティ」オリジナルミニアルバム | 演劇女子部「音樂劇 戀愛的Hello Kitty」 |

### 其他
|     | 發行日        | 單曲 | 中譯標題                                          | 週間單曲榜 | 累計銷量 | 概要 | 所屬專輯 |
| --- | ------------- | ---- | ------------------------------------------------- | ---------- | -------- | --- | -------- |
| 1st | 2012年11月7日 |      | ForeFore 〜Forest For Rest〜 / Boys be ambitious! | 61         | 1,354    | 《ForeFore 〜Forest For Rest〜》是以「DIY♡」名義發行，早安少女組。的飯窪春菜、Berryz工房的徳永千奈美、夏燒雅和℃-ute的矢島舞美、中島早貴的合作單曲; 《Boys be ambitious!》是以「GREEN FIELDS」名義發行，Juice=Juice的宮崎由加、光井愛佳和Berryz工房的清水佐紀的合作單曲 |          |
| 2nd | 2013年4月3日  |      | 都會田舍的他                                      | 144        | 357      | GREEN FIELDS第1張單曲，Juice=Juice的宮崎由加、光井愛佳和Berryz工房的清水佐紀的合作單曲 |          |

### 映像作品
1. Juice=Juiceプロフィールムービー完全版（2014年1月9日/DVD）
2. ナルチカ2013秋 Berryz工房×Juice=Juice（2014年4月16日/DVD、Blu-ray）
3. 演劇女子部「音樂劇 戀愛的Hello Kitty」（2015年3月4日/DVD（付属CD））
4. 10月10日是Juice=Juice之日 ～1st Season～（2015年3月18日/DVD）
5. Juice=Juice First Live Tour 2015 ～Special Juice～（2015年8月19日/DVD、Blu-ray）
6. Juice=Juice LIVE MISSION 220 in Taipei & Hong Kong（2016年3月2日/DVD）
7. 日劇「武道館」（2016年7月6日/Blu-ray（付属CD））
8. Juice=Juice LIVE MISSION 220 ～Code3 Special→Growing Up！～（2016年8月17日/DVD、Blu-ray）
9. Juice=Juice LIVE MISSION FINAL at 日本武道館（2017年2月22日/DVD、Blu-ray）
10. Juice=Juice LIVE AROUND 2017 ～NEXT ONE SPECIAL～（2017年8月9日/DVD、Blu-ray）
11. Juice=Juice LIVE AROUND 2017 FINAL at 日本武道館 ～Seven Squeeze!～（2018年3月7日/DVD、Blu-ray）
12. Juice=Juice LIVE AROUND 2017～World Tour～（2018年4月25日/DVD）
13. Juice=Juice LIVE GEAR 2018 ～Go ahead SPECIAL～（2018年9月12日/DVD、Blu-ray）
14. OTODAMA SEA STUDIO 2018 ～J=J Summer Special～（2018年12月5日/DVD）
15. 演劇女子部「タイムリピート～永遠に君を想う～」（2019年1月16日/DVD（付属CD））
16. Juice=Juice LIVE 2018 at NIPPON BUDOKAN TRIANGROOOVE（2018年2月6日/DVD、Blu-ray）

## 活動
| 演唱活動名稱                                                                           | 日期時間、場地                            |
| 2013 年                                                                                | 2013 年                                   |
| -------------------------------------------------------------------------------------- | ----------------------------------------- |
| Hello! Project 春之大感謝祭 女兒節 Festival 2013 〜前夜祭〜                            | 3月2日、橫濱太平洋會展B廳                 |
| 日比谷野音90周年記念事業 Hello! Project 野音プレミアムLIVE ～外フェス～                | 5月19日、日比谷野外大音楽堂               |
| 2014 年                                                                                |                                           |
| 「LiVE GiRLPOP vol.3」                                                                 | 4月27日、中野サンプラザ                   |
| 2017 年                                                                                |                                           |
| @JAM×TALE in Hong Kong 2017                                                            | 2月11日 - 12日、Music Zone @ E-Max (香港) |
| 開局65周年 震災復興支援イベント TBC夏まつり2017 〜イチばん近くに〜                     | 7月23日、仙台会場・匂当台公園市民広場     |
| テレビ朝日・六本木ヒルズ 夏祭り SUMMER STATION『コカ・コーラ SUMMER STATION 音楽LIVE』 | 8月1日、六本木ヒルズアリーナ              |
| @JAM EXPO 2017                                                                         | 8月26日、横浜アリーナ                     |
| 2018 年                                                                                |                                           |
| テレビ朝日・六本木ヒルズ 夏祭り SUMMER STATION『コカ・コーラ SUMMER STATION 音楽LIVE』 | 7月26日、六本木ヒルズアリーナ             |
| 音霊 OTODAMA SEA STUDIO 2018                                                           | 8月6日、神奈川県三浦市・三浦海岸          |
| @JAM EXPO 2018                                                                         | 8月25日、横浜アリーナ                     |
| Juice=Juice聖誕見面會                                                                  | （12月16日、香港・大埔超級城C區）         |
| 2019 年                                                                                |                                           |
| ROCK ON JAPAN 2019                                                                     | 3月24日、Music Zone @ 麥花臣場館 (香港)   |

- Juice=Juice ファーストライブツアー2014〜2015 News=News 〜各地よりお届けします!〜（2014年6月13日 - 2015年4月25日、39都市65公演）[87]
- Juice=Juiceファーストライブツアー2015 特別編!! 〜Special Juice〜（2015年5月2日 - 23日、2都市5公演）[88]
- Juice=Juice LIVE MISSION 220 ～Code1→Begin to Run～（2015年6月21日 - 9月27日、全57公演）[89]
- Juice=Juice LIVE MISSION 220 in Taipei & Hong Kong（2015年10月3日 - 4日、全2公演）
- Juice=Juice LIVE MISSION 220 ～Special Code→J=J Day 2015～（2015年10月10日 - 12日、全4公演）
- Juice=Juice LIVE MISSION 220 ～Code2→NEXT to YOU～（2015年10月17日 - 2016年3月27日、全57公演）
- Juice=Juice LIVE MISSION 220 ～Code3→Growing!～（2016年4月2日 - 7月18日、全46公演）
- Juice=Juice LIVE MISSION 220 ～Code3 Special→Growing Up!～（2016年4月16日 - 6月5日、全12公演）
- Juice=Juice LIVE MISSION 220 ～Last Code→Full Squeeze!～（2016年7月14日 - 10月29日、全43公演）
- Juice=Juice LIVE MISSION 220 ～Special Code→J=J Day 2016～（2016年10月8日・10月10日、全4公演）
- Juice=Juice LIVE MISSION FINAL at 日本武道館（2016年11月7日、日本武道館）
- Juice=Juice LIVE AROUND 2017 ～NEXT ONE～（2017年2月2日 - 4月9日、全22公演）
- Juice=Juice LIVE AROUND 2017 ～NEXT ONE SPECIAL～（2017年4月29日 - 5月27日、全12公演）
- Juice=Juice LIVE AROUND 2017 ～Seven Horizon～（2017年7月13日 - 9月3日、全19公演）※梁川・段原は7月17日から合流[90]
- Juice=Juice LIVE AROUND 2017 ～World Tour～（2017年9月8日 - 10月1日・12月12日 - 12月17日、10ヵ国9公演、2イベント）
- Juice=Juice LIVE AROUND 2017 ～in the World→J=J Day Special～（2017年10月6日・10月10日、Zepp Namba・Zepp DiverCity）
- Juice=Juice LIVE AROUND 2017 ～Beyond the Beyond～（2017年10月22日 - 11月12日、全14公演）
- Juice=Juice LIVE AROUND 2017 FINAL at 日本武道館 ～Seven Squeeze!～（2017年11月20日、日本武道館）
- Juice=Juice LIVE GEAR 2018 ～Go ahead～（2018年1月25日 - 6月1日、全25公演）
- Juice=Juice LIVE GEAR 2018 ～Go ahead SPECIAL～（2018年4月28日 - 6月24日、全11公演）
- Juice=Juice LIVE GEAR 2018 〜Esperanza〜（2018年9月2日 - 12月9日、全21公演）[91]
- Juice=Juice LIVE GEAR 2018 〜Esperanza J=J DAY SPECIAL〜（2018年10月10日・10月13日、Zepp Tokyo・Zepp Namba）[92]
- Juice=Juice LIVE 2018 at NIPPON BUDOKAN TRIANGROOOVE（2018年10月29日、日本武道館）

- ハロプロ研修生 発表会2013 〜春の公開実力診断テスト〜（2013年5月5日、中野サンプラザ）[94]
- ハロプロ研修生 発表会2013 〜6月の生タマゴShow!〜（2013年6月8日・15日、メルパルクTOKYO・御堂会館）[95]
- ハロプロ研修生 発表会2013 〜9月の生タマゴShow!〜（2013年9月15日・21日、横浜BLITZ・東別院ホール）[96]
- ナルチカ2013秋 Berryz工房×Juice=Juice（2013年10月12日 - 11月17日、全16公演）[97]
- ハロプロ研修生 発表会2013 〜12月の生タマゴShow!〜（2013年12月7日・8日・21日、東別院ホール・なんばHatch・ディファ有明）[98]
- ハロプロ研修生 発表会2014 〜2月・3月の生タマゴShow!〜（2014年2月23日・3月2日・9日、Zepp Tokyo・Zepp Nagoya・なんばHatch）[99]
- ハロプロ研修生 発表会2014 〜6月の生タマゴShow!〜（2014年6月1日・7日・14日、Zepp Nagoya・ディファ有明・Zepp Namba）
- ハロプロ研修生 発表会2014 〜9月の生タマゴShow!〜（2014年9月7日・15日、Zepp Nagoya・ディファ有明）

## 出演

### Radio
- We are Juice=Juice（2013年10月～、bayfm）

### 番組
- ハロー!SATOYAMAライフ（2012年6月21日～2013年12月27日、テレビ東京）
- The Girls Live（2014年1月9日～、テレビ東京）

## 寫真集
- 『Juice=Juice 1st OFFICIAL PHOTO BOOK』（2014年2月27日、ワニブックス）

## 獲獎
- 第55屆日本唱片大賞最優秀新人獎　入圍

## 外部連結
- Juice=Juice （页面存档备份，存于） - ハロー!プロジェクト オフィシャルサイト
- Juice=Juice スペシャルサイト （页面存档备份，存于） ※更新停止
- Juice=Juice （页面存档备份，存于） - UP-FRONT WORKS
- Juice=Juice オフィシャルファンクラブページ （页面存档备份，存于） - ハロー!プロジェクト オフィシャルファンクラブ
- YouTube上的Juice=Juice頻道
- Juice=Juice的X（前Twitter）
- Juice=Juice的Instagram帳戶
- Juice=Juice的Facebook專頁
- Juice=Juice的TikTok